# Monzernheim
Monzernheim là một đô thị thuộc district Alzey-Worms, bang Rheinland-Pfalz, Đức. Đô thị này có diện tích 3,95 km².